# Villa Cacalilao
Villa Cacalilao es una localidad del norte del estado mexicano de Veracruz de Ignacio de la Llave. Forma parte del municipio de Pánuco. Tuvo su origen con el auge petrolero en la zona donde se asienta.

## Ubicación
Enclavado en el norte del estado de Veracruz, en las coordenadas 22°09′11″N 98°10′20″O / 22.15306, -98.17222, en el kilómetro 100 de la Carretera Federal 70 Tampico - Ciudad Valles, Villa Cacalilao es un pueblo dedicado principalmente a la industria petrolera, ganadería, agricultura y al comercio. Pertenece al Municipio de Pánuco, Veracruz y se localiza aproximadamente a 32 km al suroeste de la Cd. de Tampico, Tamaulipas, 22 km al sureste de la Cd. de Ébano, San Luis Potosí, y a 10 km al norte de Pánuco, Veracruz. 

## Población
De acuerdo con el Conteo de Población y Vivienda realizado en 2005 por el Instituto Nacional de Estadística y Geografía cuenta con una población de 2132 habitantes, de los cuales 1096 son mujeres y 1036 son hombres. También se le ha nombrado Congregación Cacalilao ya que une a la comunidad de la Colonia Antonio J. Bermúdez, a la Colonia C.N.C., a la Colonia Las Animas y al poblado de Canoas.

## Historia
En el inicio del siglo XX, la exploración petrolera en México estaba en todo su apogeo, después del descubrimiento del pozo La Pez-1 en 1904 en Ébano S.L.P., las compañías petroleras extranjeras realizaron una agresiva actividad de perforación en la zona de la Huasteca. El Campo Cacalilao, es uno de los más antiguos de México, su descubrimiento a inicios de los años 20s del siglo pasado, se mantiene en la actualidad aún en producción aplicando métodos de recuperación secundaria de inyección de gas y recuperación mejorada para obtener aceite pesado de 12° API que proviene de fracturas tectónicas de las Formaciones San Felipe y Agua Nueva en carbonatos densos del Cretácico Superior. El hidrocarburo se transporta por oleoducto a la Refinería Madero después de pasar por cuatro estaciones de calentamiento y una planta de rebombeo. 
El significado de Cacalilao, tiene su origen en la Compañía petrolera Inglesa Cacalilao Oil Company (subsidiaria de la Compañía El Águila), la cual se registró en México ante la Secretaria de Hacienda como Cacalilao S.A., perforó varios pozos en esta región, siendo uno de ellos el pozo Cacalilao-2, que se encuentra dentro del poblado, por lo tanto, este fue el pozo que dio origen a que el campo petrolero y posteriormente el pueblo, llevara su nombre, también por mucho tiempo conocido como el 2 Águila. 
Además, existían otras compañías que llegaron al país debido a las facilidades otorgadas por el gobierno Mexicano presidido en ese entonces por Porfirio Díaz, tales como la Royal Dutch, Compañía Mexicana de Petróleo El Águila, S.A., Compañía Naviera de San Cristóbal, S.A., Compañía Naviera San Ricardo, S.A., Huasteca Petroleum Company, Sinclair Pierce Oil Company, Mexican Sinclair Petroleum Corporation, Stanford y Compañía, S. en C. Peen Mex Fuel Company, Richmond Petroleum Company de México, California Standard Oil Company of México, Compañía Mexicana el Agwi, S.A., Compañía de Gas y Combustible Imperio, Consolidated Oil Company of México, Compañía Mexicana de Vapores San Antonio, S.A., Sabalo Transportation Company, Clarita, S.A.
Los pozos existentes en la zona y las estaciones de bombeo, conservan los nombres que las compañías extranjeras petroleras les asignaron, por ejemplo; Sinclair, Águila, Cacalilao, Mex Gulf, etc. Fuente; Ing. Marcial Véjar Hernández.

## Actualidad
El desarrollo del sector Ébano-Pánuco-Cacalilao tiene registrados mil 101 pozos, de los cuales 377 están en operación, 123 se encuentran cerrados y 601 taponados, aunque en el periodo 2000-2006 se han perforado cinco pozos, todos ellos con éxito y cuya producción promedio es de 85 barriles de aceite por día (Gaceta IMP).
Actualmente, el pozo Cacalilao-2 se encuentra con una producción mensual, registrando  al 1 de agosto de 2009: Aceite= 0.19 MBBL, Agua= 0.02 MBBL, Gas= 0.01 MMPCD; Fuente: Ing. Marcial Véjar Hernández